# Liste Herxheimer Persönlichkeiten
Die Liste Herxheimer Persönlichkeiten enthält bedeutende Persönlichkeiten mit Bezug zu Herxheim bei Landau/Pfalz, geordnet nach Personen, die Ehrenbürger sind, in der Gemeinde geboren wurden beziehungsweise in Herxheim gewirkt haben.

## Ehrenbürger

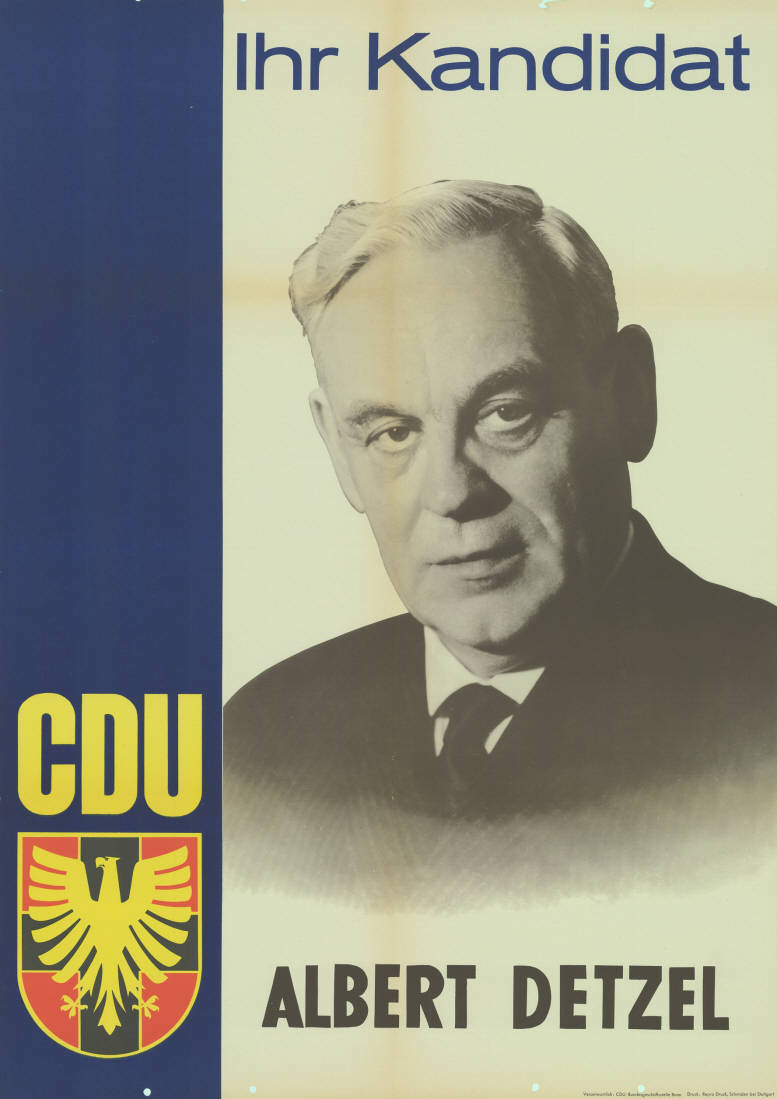
Albert Detzel

- Leonhard Peters († 1887), Unternehmer und Mäzen
- August Knecht (1866–1932), römisch-katholischer Theologe
- Albert Detzel (1905–1969), Politiker (CDU), Landtagsabgeordneter und 1950 bis 1968 Bürgermeister der Gemeinde Herxheim, ab 1968
- Elmar Weiller (1939–2017), Altbürgermeister, Träger des Bundesverdienstkreuzes, ab 2009
- Bernhard Bohne (* 1941), Pfarrer i. R., ab 2012

## Söhne und Töchter der Gemeinde

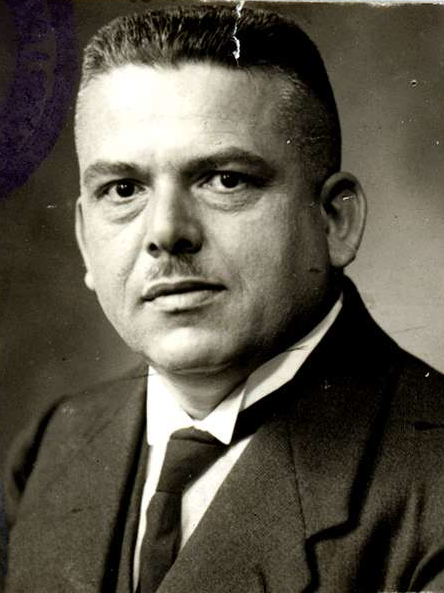
Valentin Eichenlaub

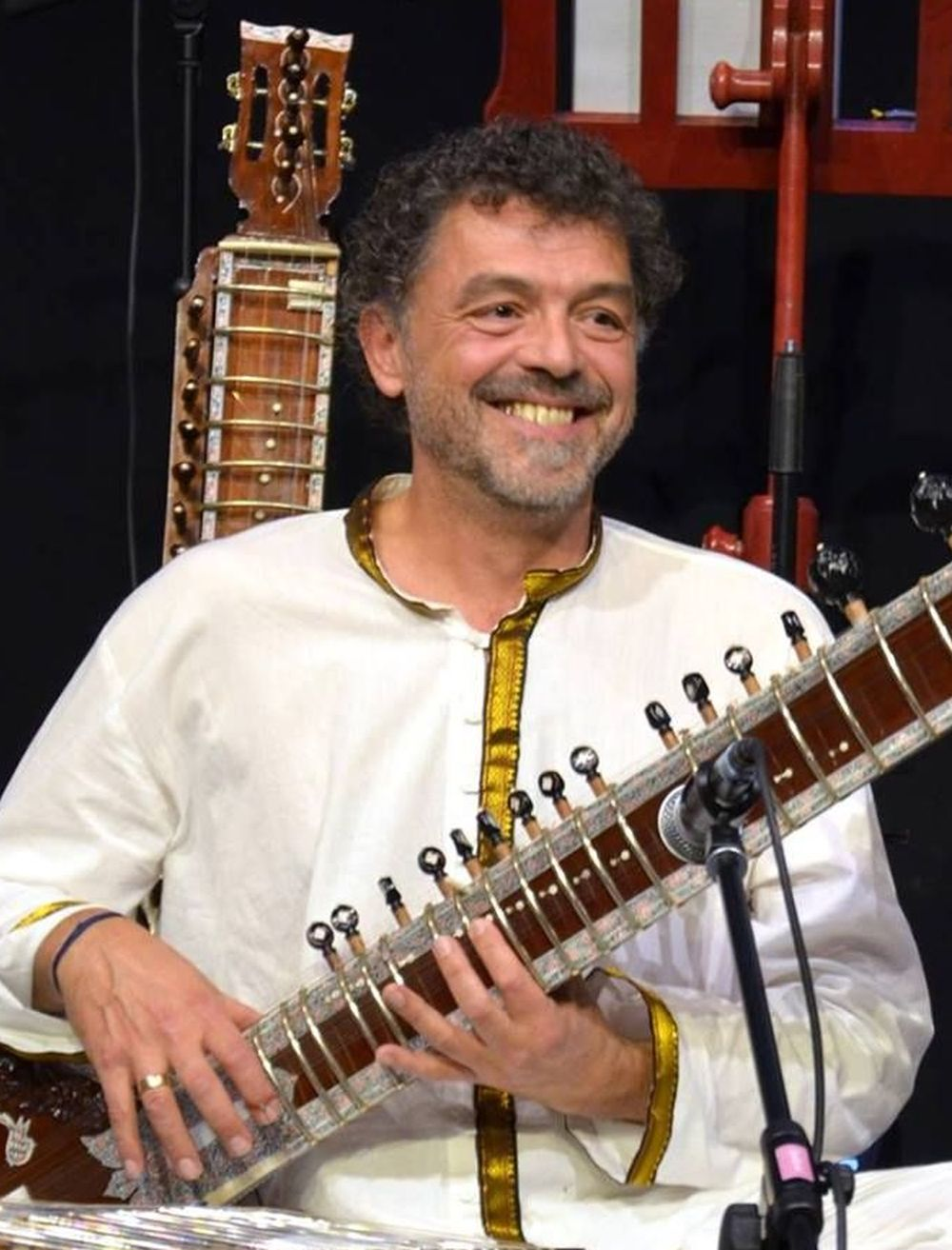
Ravigauly

### Jahrgänge bis 1900
- Johann Valentin Metz (1745–1829), katholischer Priester sowie erster Dompropst und Generalvikar der 1818 neu errichteten Diözese Speyer
- Georg Adam Zotz (1753–1816), Kommandant der französischen Artillerie und Ritter des Ordre royal et militaire de Saint-Louis
- Nikolaus Weigel (* 17. Dezember 1811 in Hayna, Rheinpfalz; † 17. Januar 1878 in München), Entwickler eines Besaitungssystems für die Schlagzither, Verfasser von Zitherschulen
- August Knecht (1866–1932), römisch-katholischer Theologe
- Valentin Eichenlaub (1882–1958), Gewerkschafter, Verwaltungsbeamter und Politiker (Zentrum)
- Johannes Finck (1888–1956), Politiker (Zentrum, CDU)
- Albert Finck (1895–1956), Politiker (Zentrum, CDU)

### 20. Jahrhundert
- Albert Detzel (1905–1969), Politiker (CDU), Landtagsabgeordneter und 1950 bis 1968 Bürgermeister der Gemeinde Herxheim
- Max Seither (1914–2003), Politiker (SPD)
- Bertold K. Jochim (1921–2002), Autor
- Hugo Schultz (1933–2024), Autor
- Manfred Zimmermann (1933–2024), Physiologe
- Joseph Krekeler (1935–2007), Politiker (CDU)
- Elmar Weiller (1939–2017), Altbürgermeister
- Hans-Jürgen Kerner (* 1943), Kriminologe
- Willi Knecht (* 1947), römisch-katholischer Theologe
- Karl Seiter (1949–2021), Bildhauer
- Fritz Brechtel (* 1955), Biologe und Politiker (CDU)
- Stefan Becker (* 1957), Maler, Radierer und Kunstpädagoge
- Martin Detzel (* 1959), Professor für Betriebswirtschaftslehre
- Konrad Noben-Trauth (1959–2021), Mikrobiologe und Jurist
- Ravigauly (* 1963), Sitar-Spieler
- Andreas Rieder (* 1963), Mathematiker und Professor
- Jörg-Johannes Lechner (* 1966), Philosoph und Erziehungswissenschaftler
- Markus Eichenlaub (* 1970), Organist
- Jochen Rieder (* 1970), Dirigent
- Felix Starck (* 1990), Regisseur, Drehbuchautor, Kameramann

## Personen, die vor Ort gewirkt haben
- Jakob Isbert (1846–1888), römisch-katholischer Priester der Diözese Trier, übernahm zum 26. Januar 1877 vor Ort die Stelle eines Kaplaneiverwesers
- Joseph Schwind (1851–1927), katholischer Priester und Domkapitular, wirkte zeitweise als bischöflicher Kommissar über die örtlichen Häuser der Paulusschwestern
- Jakob Friedrich Bussereau (1863–1919), katholischer Geistlicher, Ordensgründer und Gründer des St. Paulusstiftes in Herxheim
- Jakob Martin (1880–1938), katholischer Priester, wirkte vor Ort als Kaplan
- Johannes Pfeiffer (1886–1965), war von 1914 bis 1. Januar 1918 in Herxheim Kaplan
- Kurt Ahrens senior (1908–1988), Rennfahrer und Kaufmann, erlitt 1951 bei einem Rennen vor Ort einen vierfachen Beinbruch
- Fritz Klingenberg (1912–1945), Offizier der SS im Zweiten Weltkrieg, zuletzt im Rang eines SS-Oberführers, starb vor Ort
- Hans Lodermeier (1913–2000),  Motorradrennfahrer, nahm an in Herxheim stattfindenden Rennen teil
- Werner Brand (1933–2021), Maler und Grafiker, unterrichtete von 1989 bis 2000 an der örtlichen Malschule
- Wulf Hühn (1943–2016), Autor, Umwelt-Psychologe, Komponist, Sänger und Gitarrist, wurde vor Ort beigesetzt
- Michael Bauer (* 1947), Journalist und Autor, wohnt seit 1995 in Herxheim
- Matthias Creutziger (* 1951), Fotograf, hielt 2011 in der Villa Wieser die Ausstellung Magie und Irritation ab
- Ferdinand Dudenhöffer (* 1951), deutscher Wirtschaftswissenschaftler und Hochschullehrer
- Achim Hofer (* 1955), Musikwissenschaftler, Musikpädagoge und Hochschullehrer, lebt in Herxheim
- Regina Pfanger (* 1957), Lehrerin und Autorin, wuchs vor Ort auf
- Rosi Eichenlaub (* 1958), Fußballspielerin, spielte von 1987 bis 1989 beim SV Viktoria Herxheim
- Frank-Joachim Grossmann (* 1958), Künstler und Grafiker, unterrichtete von 1991 bis 1993 und erneut seit 2014 an der Kunstschule Villa Wieser
- Karl-Emil Kuntz (* 1958), Koch, betrieb im Ortsteil Hayna das Restaurant Zur Krone
- Andrea Zeeb-Lanz (* 1960), Prähistorikerin, leitete von 2004 bis 2012 das DFG-Projekt Steinzeit-Ritualort Herxheim
- Stephan Mögle-Stadel (* 1965), Publizist und Buchautor, wuchs vor Ort auf
- Gerd Riss (* 1965), mehrfacher Motorrad-Weltmeister auf der Sandbahn (Langbahn)
- Sven Koch (* 1986), Politiker (CDU), Ortsbürgermeister von Herxheim
- Drangsal (* 1993), Musiker, wuchs vor Ort auf[1]